# Comeglians
Comeglians (in friulano Comelians) è un comune italiano di 427 abitanti del Friuli-Venezia Giulia. Fa parte del club dei borghi autentici d'Italia. Per molti anni, grazie alla sua posizione strategica alla confluenza di tre valli, Comeglians fu un centro importante per la raccolta e la distribuzione del legname, attività che vennero a diminuire drasticamente dopo l'ultima guerra.

## Geografia fisica
Sorge in una conca a 553 m s.l.m. in Val Degano, nella regione alpina della Carnia.

## Storia
In lingua friulana Comelians è il plurale dell'aggettivo comeliàn, che significa abitante/nativo del Comelico. Probabilmente infatti i primi abitatori del paese dovevano provenire proprio da quel territorio.

### Simboli
Lo stemma e il gonfalone sono stati concessi con regio decreto del 19 luglio 1941.
Stemma
Gonfalone

## Monumenti e luoghi d'interesse
- Chiesa di San Nicolò, risalente al XIII secolo con campanile a vela, all'interno si trovano affreschi di epoca medievale e una tela del settecento attribuita ad Antonio Agostini.
- Chiesa parrocchiale di San Giorgio, situata su uno sperone roccioso in località Runchia a 640 m s.l.m. in posizione panoramica sulla media Val Degano, l'attuale edificio risale al XVIII secolo ma le origini sono molto più antiche, all'interno vi si trova un'ara sepolcrale romana del I secolo, vi è annesso il cimitero comunale.
- Rifugio Chiadinas
- Borgo di Comeglians
- Chiesa di San Vincenzo Martire
- Oggi il paese conserva delle borgate storiche con alcuni palazzi di particolare interesse, come Cjase Boter e Palazzo Di Gleria.
- Dalla frazione di Tualis parte una strada che risale il versante meridionale del Monte Crostis: è la cosiddetta Panoramica delle Vette, un itinerario per gli appassionati di ciclismo che raggiunge quota 1900 metri con vista sulle montagne circostanti.

## Società

### Evoluzione demografica
Abitanti censiti

### Lingue e dialetti
A Comeglians, accanto alla lingua italiana, la popolazione utilizza la lingua friulana. Ai sensi della Deliberazione n. 2680 del 3 agosto 2001 della Giunta della Regione Autonoma Friuli-Venezia Giulia, il Comune è inserito nell'ambito territoriale di tutela della lingua friulana ai fini della applicazione della legge 482/99, della legge regionale 15/96 e della legge regionale 29/2007.
La lingua friulana che si parla a Comeglians rientra fra le varianti appartenenti al friulano carnico.

## Geografia antropica
Oltre al capoluogo, il comune comprende le frazioni di:
- Calgaretto (Cjalgjarêt) m 750
- Maranzanis (Maranzanis loc. Maranzanas) m 608
- Mieli (Mieli) m 640
- Noiaretto (Naiarêt) m 802
- Povolaro (Povolâr) m 605
- Tualis (Tualiis loc. Tualias) m 908

## Amministrazione
Il comune fa parte dell'associazione intercomunale Alta Val Degano–Val Pesarina costituita nel 2007 insieme ai comuni di Forni Avoltri, Ovaro, Prato Carnico e Rigolato.

## Galleria d'immagini

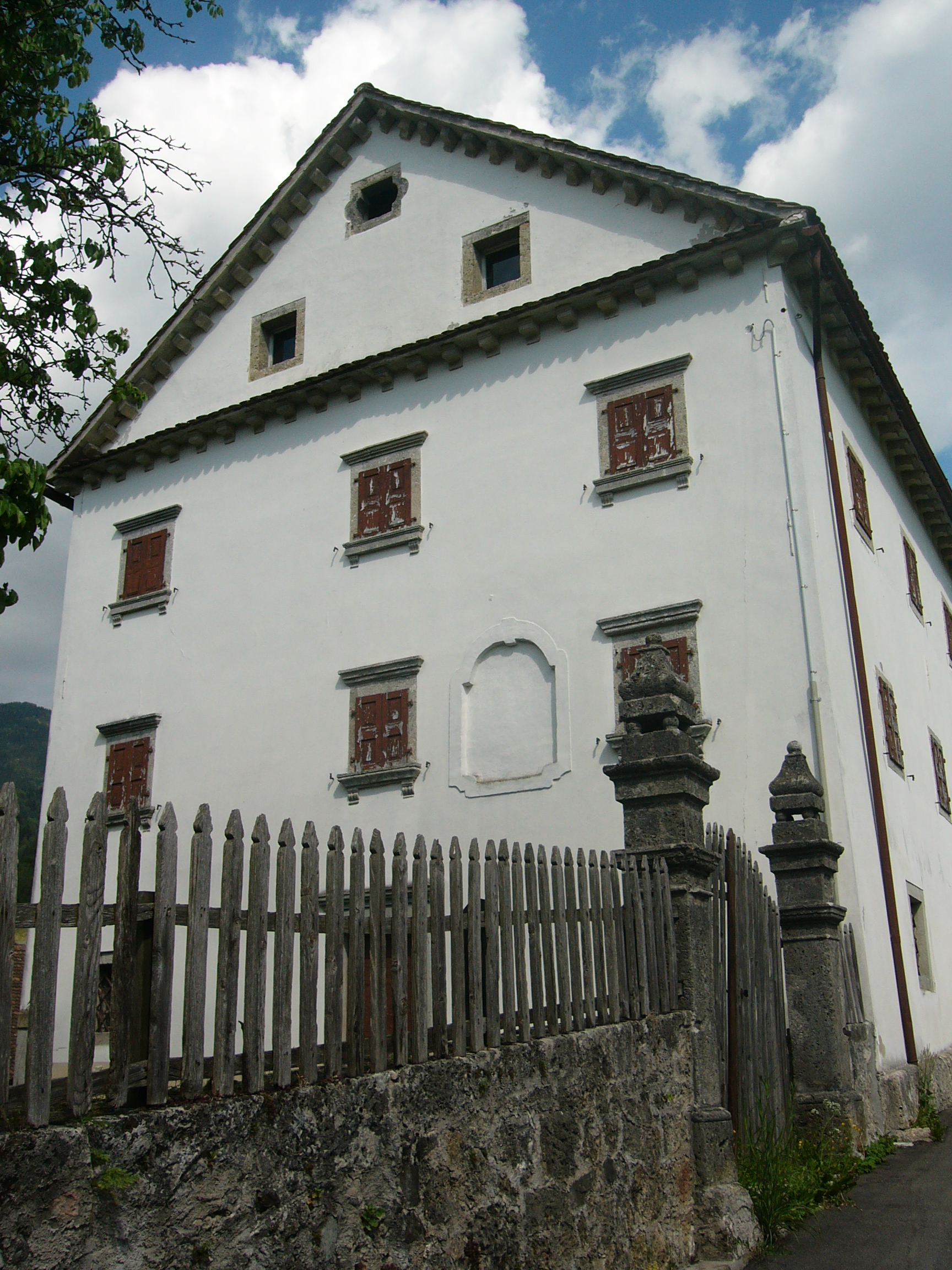
Palazzo da Pozzo a Maranzanis
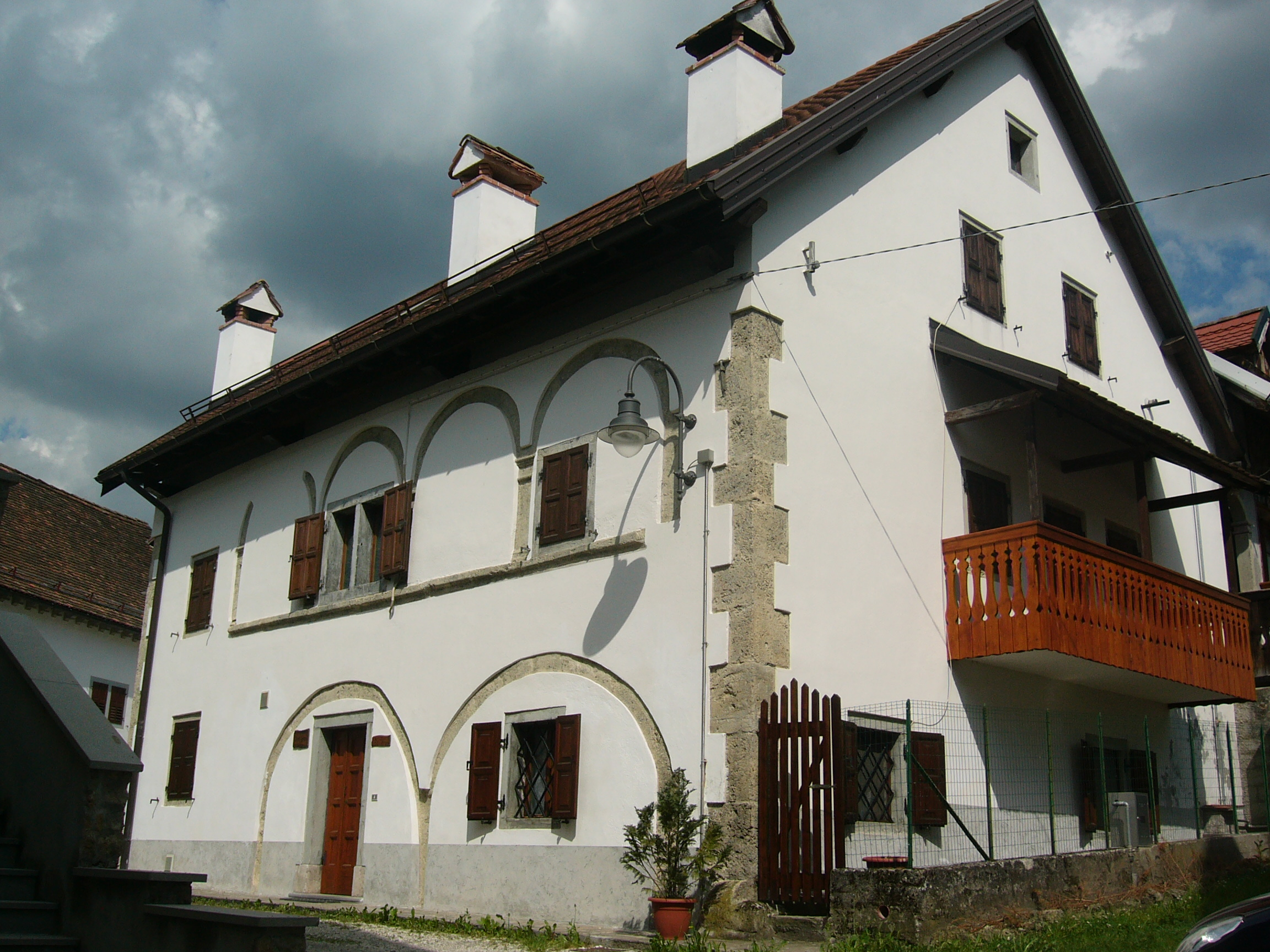
Casa tipica a Maranzanis
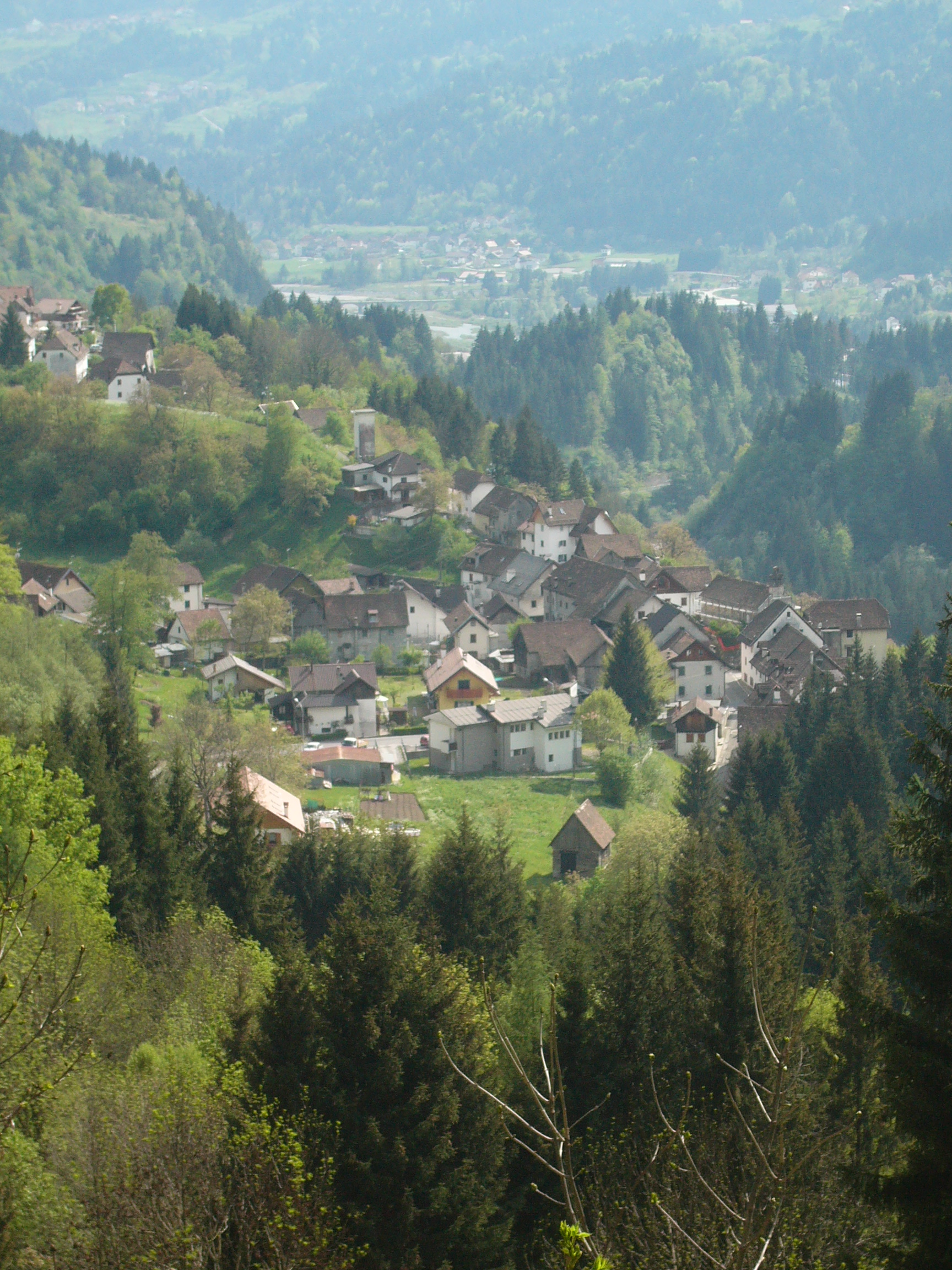
La frazione di Mieli
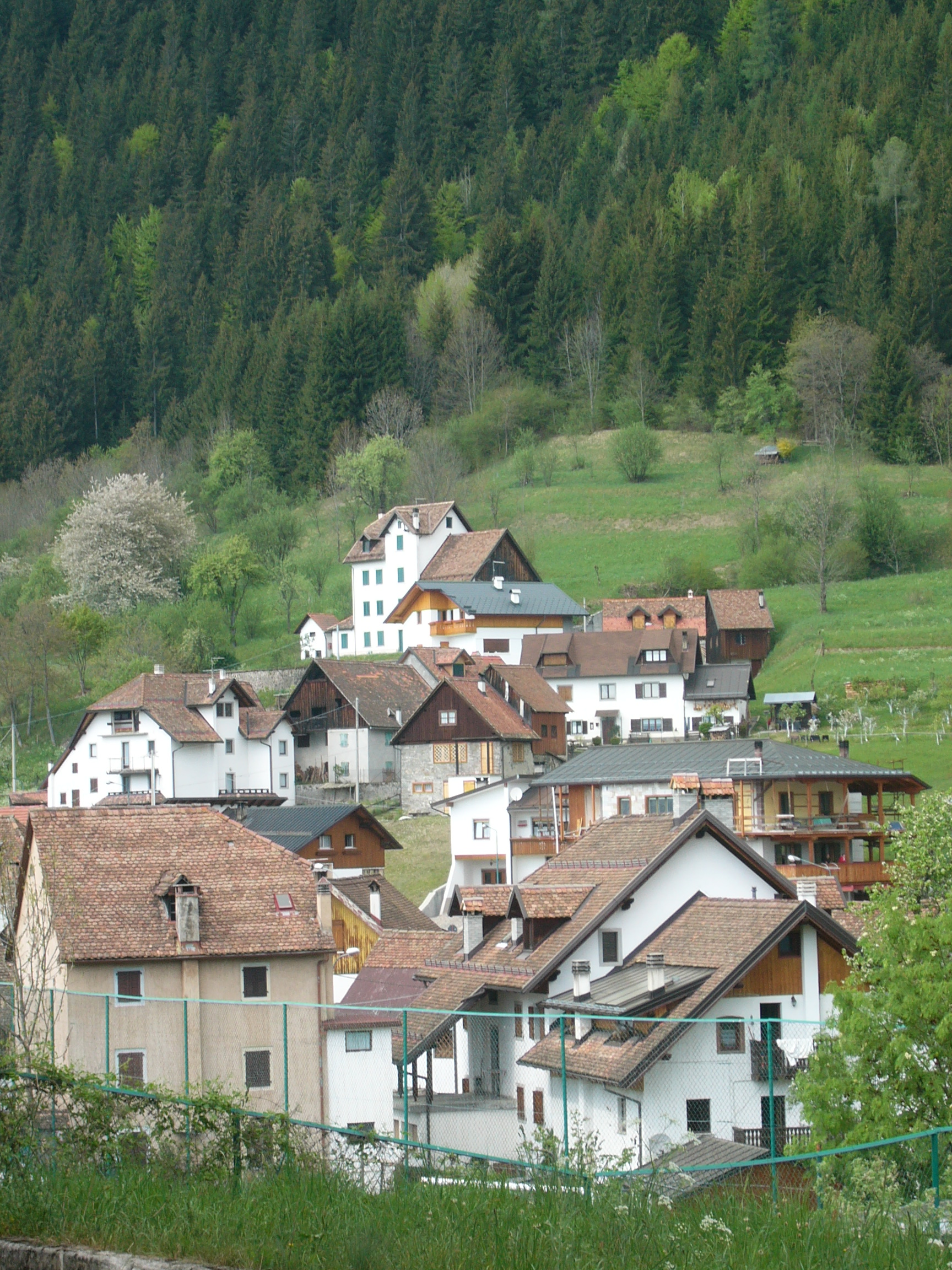
La frazione di Tualis